# Отстойный флот
Отстойный флот — совокупность самоходных или буксируемых плавсредств, которые задержаны в портовой акватории по решению местных судебных властей, располагаются там из-за неисправностей, ожидают ремонта после аварии, используются в качестве плавучих складских помещений или ожидают окончания военных действий. В состав отстойного флота не включают суда прикольного флота и плавсредства, на которых идут ремонтные мероприятия, реконструкция и/или переоборудование.
В северных широтах в целях обеспечения безопасной организации зимнего ремонта и отстоя речного флота проводится целый комплекс мероприятий, учитывающий ледовые условия, температурный и уровненный режимы, а также — динамику и характер течения у причальных сооружений.